# Vincent-Nicolas Raverat
Pour les articles homonymes, voir Raverat.
Vincent-Nicolas Raverat est un peintre français né le 22 janvier 1801 à Moutiers-Saint-Jean, mort le 30 juin 1865 à Paris.
Il fut élève d'Étienne-Jean Delécluze et d'Alexandre Denis Abel de Pujol.

## Biographie
Nécrologie parue dans la Gazette des Beaux-arts :

« Raverat (Vincent-Nicolas), peintre d'histoire, né à Moutier-Saint-Jean (Côte-d'Or) le 22 janvier 1801, était élève de Delacluze (sic), d'Abel de Pujol, et de l'École des beaux-arts, où il entra le 4 mars 1815. Il débuta au Salon de 1831, avec deux tableaux : l'Espérance, et Héro tremblant pour les jours de Léandre ; il exposa ensuite en 1833, 1834, 1835, 1836, 1837, 1838. 1839, 1840, 1842, 1843, 1845, 1847, 1848, 1855, et cette année même on voyait de lui au palais des Champs-Élysées le portrait au crayon d'Abel de Pujol. Raverat, qui est mort à Paris le 30 juin dernier, avait obtenu en 1837 une médaille de 3e classe pour son Christ expirant, que possède l'église de Saulieu ; au nombre de ses ouvrages, nous rappellerons : les Enfants de Jacques d'Armagnac, duc de Nemours, sous l’échafaud de leur père ; le duc d'Orléans régent et la duchesse du Maine (ces deux toiles sont en Russie) ; Jésus près d'être crucifié (tableau acheté par l'État) ; les Martyrs de Créteil (dans l'église de cette ville) ; plusieurs de ses ouvrages figurent dans les musées de Dijon et de Semur ; la Prise de Fumes le 11 juillet 1744, et une douzaine de portraits dans les galeries de Versailles ; deux tableaux au Ministère du commerce ; neuf figures sur fond d'or dans l'hémicycle de la Madeleine ; enfin une peinture murale allégorique d'une véritable importance, au haut de l'escalier de l'École des mines. Raverat était fixé à Chartres depuis quelques mois, où il prêtait, pour l'exécution des cartons, son concours à M. Lorin, qui vient de fonder à Saint-Cheron, l'un des faubourgs de la capitale de la Beauce, un établissement de vitraux peints. »

— E. B. De L. « Nécrologie », La chronique des arts et de la curiosité. Supplément à la Gazette des Beaux-arts, tome III, 1865, p. 254

## Œuvres dans les collections publiques
- Portrait de Louis Gabriel Suchet.
- Une âme délivrée du purgatoire, Amiens, musée de Picardie.
- La Mort d'un jeune diacre, Saint-Omer, musée de l'hôtel Sandelin.
- Religieuse mourante (esquisse), Musée des beaux-arts de Bernay
- Nysmi, 1834, dessin, Musée des Beaux-Arts de Caen.

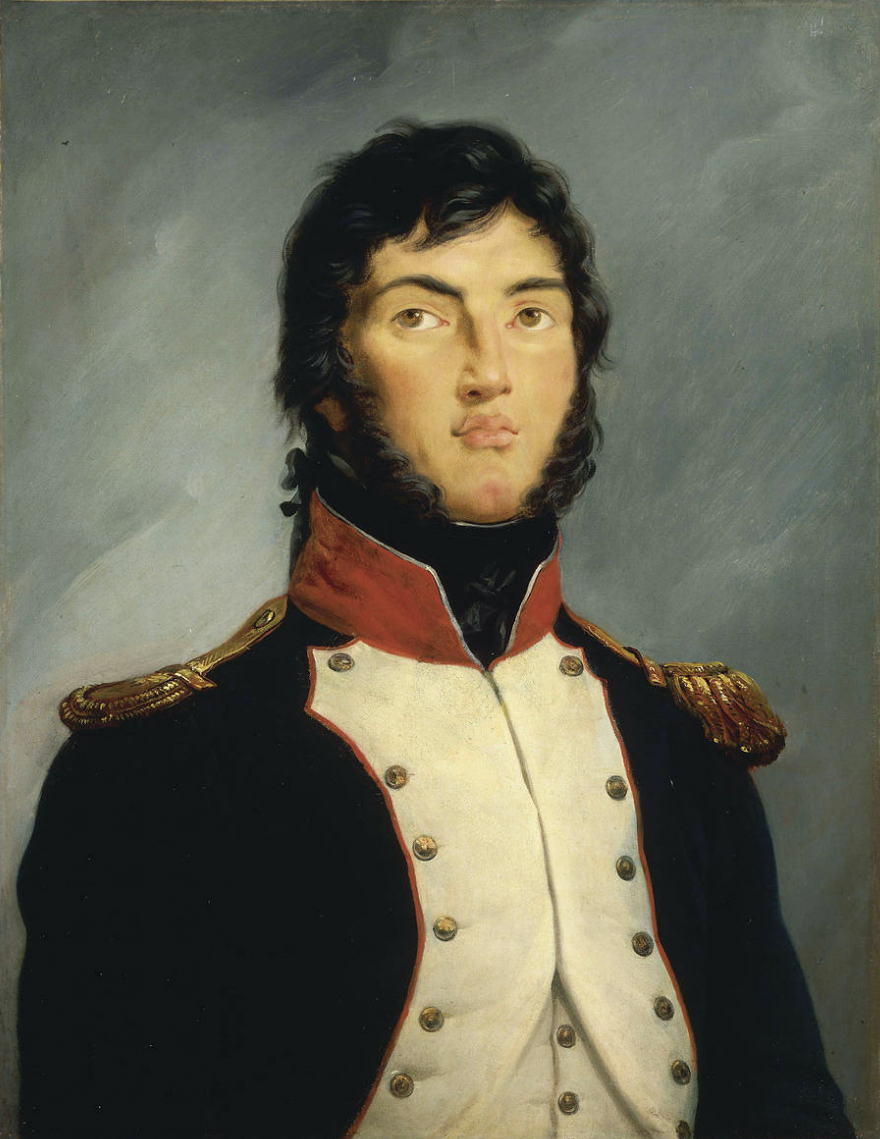
Vincent-Nicolas Raverat, Louis-Gabriel Suchet, Lieutenant-colonel au 4e bataillon de l'Ardèche en 1792, 1834.